# Liste des films soviétiques sortis en 1965
Cet article présente une liste de films produits en Union soviétique en 1965.

## 1965
Les titres en français sont en grande majorité des traductions et non les titres attribués par les distributeurs dans les pays francophones.
Pour le classement annuel, la liste des titres a été établie en se basant sur les répertoires des pages Wikipédia en russe documentées par Longs métrages soviétiques. Catalogue annoté complétées par les listes des sites «kino-teatr» et «kinopoisk» d'où le nombre important de films que l'on trouve dans les références.
Pour les titres où l'on manque de précisions, seule l'année est indiquée : année de réalisation, année de sortie ou les deux ?. Bien que cela puisse paraître superflu, 1965 est inscrit pour chacun de ces titres pour montrer que la vérification a été faite.
On remarque que, la plupart du temps, il n'y a pas de première pour les courts métrages ainsi que pour les dessins animés et les documentaires de courte durée.
| Titre                                                                                         | Titre original                                                           | Date de sortie                                                                                    | Réalisateur |
| --------------------------------------------------------------------------------------------- | ------------------------------------------------------------------------ | ------------------------------------------------------------------------------------------------- | --- |
| À faire et à ne pas faire (dessin animé)                                                      | ru:Можно и Нельзя (мультфильм)                                           | janvier 1965                                                                                      | Lev Issaakovitch Miltchine (ru) |
| Amour involontaire                                                                            | ru:Непрошенная любовь                                                    | 15 mars 1965                                                                                      | Vladimir Vassilievitch Monakhov (ru) |
| Appeler le feu sur nous-mêmes                                                                 | ru:Вызываем огонь на себя (фильм)                                        | 18 février 1965 à la télévision                                                                   | Sergueï Kolossov |
| Après dans l'océan                                                                            | ru:След в океане                                                         | 30 mai 1965                                                                                       | Oleg Pavlovitch Nikolaïevski (ru) |
| À qui appartiennent les cônes dans la forêt ?                                                 | ru:Чьи в лесу шишки?                                                     | 1965                                                                                              | Mikhaïl Abramovitch Kamenetski (ru) et Ivan Vassilievitch Oufimtsev (ru) |
| Archine Mal Alan (film, 1965)                                                                 | ru:Аршин мал алан (фильм, 1965)                                          | 1er février 1965 à la télévision en Azerbaïdjan                                                   | Tofiq Taghizadeh |
| À travers le cimetière                                                                        | ru:Через кладбище                                                        | 5 avril 1965                                                                                      | Viktor Tourov |
| À travers les ténèbres glaciales                                                              | ru:Сквозь ледяную мглу                                                   | 6 novembre 1965 à la télévision                                                                   | Arkadi Nikolaïevitch Koltsaty (ru) et Lev Sergueïevitch Roudnik (ru) |
| Aube éclatée                                                                                  | ru:Взорванный рассвет                                                    | 1965                                                                                              | Felix Sobolev |
| Au-dessus de nous se trouve la Croix du Sud                                                   | ru:Над нами Южный Крест                                                  | 1er novembre 1965                                                                                 | Igor Iakovlevitch Bolgarine (ru) et Vadim Guerassimovitch Ilenko (ru) |
| Aujourd'hui, c'est la première                                                                | ru:Сегодня — премьера                                                    | 1965                                                                                              | Semion Aranovitch et Maïa Maksovna Merkel (ru) |
| Automatique (dessin animé)                                                                    | ru:Автомат (мультфильм)                                                  | 12 juillet 1965                                                                                   | Inessa Alekseïevna Kovalevskaïa (ru) |
| L'automne est loin                                                                            | ru:До осени далеко                                                       | aout 1965 à Riga                                                                                  | Aloizs Brenčs |
| Avant (film, 1964)                                                                            | ru:Фро (фильм)                                                           | juillet 1965 à Moscou                                                                             | Rezo Parmenovitch Iessadze (ru) |
| Les Aventures de la virgule et du point                                                       | ru:Приключения запятой и точки                                           | mars 1965                                                                                         | Nikolaï Petrovitch Fiodorov (ru) |
| Barbos rend visite à Bobik                                                                    | ru:Барбос в гостях у Бобика                                              | 4 janvier 1965                                                                                    | Mikhaïl Issaakovitch Chamkovitch (ru) et Vitali Melnikov |
| Bastion cornu                                                                                 | ru:Рогатый бастион                                                       | janvier 1965 à Minsk                                                                              | Piotr Savelievitch Vassilevski |
| Bataillon invaincu                                                                            | ru:Непокорённый батальон                                                 | 19 décembre 1965 en diffusion limitée                                                             | Huseyn Seyidzade |
| La Bergère et le ramoneur (film, 1964)                                                        | ru:Пастушка и трубочист                                                  | septembre 1965                                                                                    | Lev Atamanov |
| Bien-aimé (film, 1965)                                                                        | ru:Любимая (фильм, 1965)                                                 | 25 octobre 1965                                                                                   | Richard Viktorov |
| Bonjour, atome !                                                                              | ru:Здравствуй, атом!                                                     | juillet 1965                                                                                      | Lev Issaakovitch Miltchine (ru) |
| Le Bracelet de grenats                                                                        | ru:Гранатовый браслет (фильм, 1964)                                      | 18 mars 1965                                                                                      | Abram Room |
| Calendrier du Nouvel An (film, 1965)                                                          | ru:Новогодний календарь (фильм, 1965)                                    | 31 décembre 1965                                                                                  | Fakhri Ismaïl Ogly Moustafaïev |
| Camarade Arsène                                                                               | ru:Товарищ Арсений                                                       | 19 juillet 1965                                                                                   | Ivan Vladimirovitch Loukinski (ru) |
| Cas n°...                                                                                     | ru:Дело №...                                                             | mars 1965                                                                                         | Faïna Gueorguievna Iepifanova (ru) |
| Ce sont des époques différentes                                                               | ru:Иные нынче времена (фильм)                                            | 12 juillet 1965 à Tbilissi en diffusion restreinte                                                | Mikhaïl Tchiaoureli |
| C'est l'heure, partez !                                                                       | ru:Время, вперёд! (фильм)                                                | 22 novembre 1965                                                                                  | Sofia Abramovna Milkina (ru) et Mikhaïl Schweitzer |
| Le Châle en laine (film)                                                                      | ru:Шерстяная шаль (фильм)                                                | 1965                                                                                              | Raouf Kazimovski |
| La Chambre (film, 1964)                                                                       | ru:Палата (фильм, 1964)                                                  | 5 avril 1965                                                                                      | Gueorgui Natanson |
| La chanson fait le tour du monde                                                              | ru:Песня летит по свету                                                  | juin 1965                                                                                         | Anatoli Gueorguievitch Karanovitch (ru) |
| Les Chevaux de feu                                                                            | ru:Тени забытых предков                                                  | 22 mars 1965 au Festival international du film de Mar del Plata                                   | Sergueï Paradjanov |
| Les Clés du ciel                                                                              | ru:Ключи от неба                                                         | 22 février 1965                                                                                   | Viktor Mikhaïlovitch Ivanov (ru) |
| Le Commandant (film, 1965)                                                                    | ru:Комэс                                                                 | 15 décembre 1965 en fiffusion limitée                                                             | Guennadi Kostioukov |
| Comment devrions-nous vous appeler maintenant ?                                               | ru:Как вас теперь называть?                                              | 1er juin 1965                                                                                     | Vladimir Aleksandrovitch Tchebotariov (ru) |
| Comment est-ce la mer ?                                                                       | ru:Какое оно, море?                                                      | 23 aout 1965                                                                                      | Iedouard Nikandrovitch Botcharov (ru) |
| Comment un moujik a nourri deux généraux (dessin animé)                                       | ru:Как один мужик двух генералов прокормил (мультфильм)                  | 1965                                                                                              | Vladimir Petrovitch Danilevitch (ru) et Ivan Ivanov-Vano |
| Le Conte de Maltchiche-Kibaltchiche                                                           | ru:Сказка о Мальчише-Кибальчише (фильм)                                  | 25 aout 1965                                                                                      | Ievgueni Firsovitch Cherstobitov (ru) |
| Le Conte de Ptachkine                                                                         | ru:Повесть о Пташкине                                                    | 22 mars 1965                                                                                      | Boris Nikolaïevitch Kryjanovski (ru) |
| Le Conte du tsarevitch et des trois médecins                                                  | ru:Сказка о царевиче и трёх лекарях                                      | 1965                                                                                              | Oksana Tkatchenko |
| Crash (film, 1965)                                                                            | ru:Авария (фильм, 1965)                                                  | 12 juillet 1965                                                                                   | Aleksandr Abramovitch Abramov (ru) et Naoum Borissovitch Birman (ru) |
| Croyez-le ou non                                                                              | ru:Хотите — верьте, хотите — нет                                         | 26 juillet 1965                                                                                   | Igor Vladimirovitch Oussov (ru) et Stanislav Viktorovitch Tchapline (ru) |
| Croyez-moi, les hommes                                                                        | ru:Верьте мне, люди                                                      | 25 janvier 1965                                                                                   | Vladimir Borissovitch Berenchteïn (ru), Ilia Iakovlevitch Gourine (ru) et Leonid Loukov |
| Dans la première heure                                                                        | ru:В первый чаc                                                          | 31 décembre 1965                                                                                  | Iouri Sourenovitch Saakov (ru) |
| Dans la rue de demain                                                                         | ru:На завтрашней улице                                                   | 6 septembre 1965                                                                                  | Fiodor Ivanovitch Filippov (ru) |
| Dans l'espace « Voskhod »                                                                     | ru:В космосе «Восход»                                                    | 1965                                                                                              | Dmitri Konstantinovitch Antonov (ru) et Grigori Mikhaïlovitch Kossenko |
| Dans une combinaison spatiale au-dessus de la planète                                         | ru:В скафандре над планетой                                              | 1965                                                                                              | Maria Evguenievna Slavinskaïa (ru) |
| Dans une heure, au revoir                                                                     | ru:За час до свидания                                                    | juillet 1965                                                                                      | Valentina Semionovna Broumberg (ru) et Zinaïda Semionovna Broumberg (ru) |
| La date limite expire à l'aube                                                                | ru:Срок истекает на рассвете                                             | 1965 à Tbilissi                                                                                   | Ninel Todorovna Nenova (ru) et Gueno Iassonovitch Tsoulaïa (ru) |
| Demande à ton coeur                                                                           | ru:Спроси своё сердце                                                    | 1er mars 1965 à Moscou                                                                            | Iemir Ibraguimovitch Faïk (ru) |
| Dernière nuit au paradis                                                                      | ru:Последняя ночь в раю                                                  | 19 juillet 1965                                                                                   | Alexandre Gordon |
| Dernier mois d'automne                                                                        | ru:Последний месяц осени                                                 | septembre 1965 à Chișinău                                                                         | Vadim Derbeniov |
| De sept à douze film à sketchs avec Urgence dans le cinquième « B », Chaton noir et Parapluie | ru:От семи до двенадцати ("ЧП в пятом "Б"", "Черный котенок", "Зонтик")  | 5 juillet 1965                                                                                    | réalisés respectivement par Khassan Bakaïev, Iekaterina Grigorievna Stachevskaïa-Naroditskaïa (ru) avec Iouri Aleksandrovitch Fridman (ru) puis Iouri Aleksandrovitch Fridman seul pour le 3e |
| Desna enchantée                                                                               | ru:Зачарованная Десна (фильм)                                            | 7 mai 1965                                                                                        | Ioulia Solntseva |
| Désolé, la mort t'attend                                                                      | ru:Простите, вас ожидает смерть                                          | juin 1965 à Tbilissi                                                                              | Karaman Gueoguevitch Mgueladze (ru) |
| Deux (film, 1965)                                                                             | ru:Двое (фильм, 1965)                                                    | 25 octobre 1965 en URSS                                                                           | Mikhaïl Boguine |
| Deux frères (film, 1965)                                                                      | ru:Два брата (1965)                                                      | 13 septembre 1965                                                                                 | Ivan Fiodorovitch Iermakov |
| Devant le tribunal de l'histoire                                                              | ru:Перед судом истории                                                   | 20 novembre 1965                                                                                  | Fridrikh Ermler |
| Dobrynia Nikititch (dessin animé)                                                             | ru:Добрыня Никитич (мультфильм)                                          | aout 1965                                                                                         | Vladimir Dmitrievitch Degtiariov (ru) |
| Donnez-moi le livre des réclamations                                                          | ru:Дайте жалобную книгу                                                  | 26 avril 1965                                                                                     | Eldar Riazanov |
| Enfants difficiles                                                                            | ru:Трудные дети                                                          | juin 1965                                                                                         | Vsevolod Ivanovitch Tsvetkov |
| L'escadron se dirige vers l'ouest                                                             | ru:Эскадра уходит на запад                                               | 15 décembre 1965 en diffusion limitée                                                             | Miron Lvovitch Bilinski (ru) et Mykola Vinhranovsky |
| Étoile de ballet                                                                              | ru:Звезда балета                                                         | 19 juillet 1965                                                                                   | Alekseï Aleksandrovitch Michourine (ru) |
| L'Étoile d'Oulougbek (film)                                                                   | ru:Звезда Улугбека (фильм)                                               | 18 octobre 1965 à Moscou                                                                          | Latif Abidovitch Faïziev (ru) |
| Étranger (film, 1965)                                                                         | ru:Иностранка (фильм)                                                    | 6 décembre 1965                                                                                   | Konstantine Ivanovitch Jouk (ru) et Aleksandr Ivanovitch Seryï (ru) |
| Exécuté à l'aube...                                                                           | ru:Казнены на рассвете…                                                  | 19 avril 1965                                                                                     | Ievgueni Nikolaïevitch Andrikanis (ru) |
| Exécution (film, 1965)                                                                        | ru:Расстрел (фильм, 1965)                                                | 1965                                                                                              | Rafaïl Issaïevitch Eïlenkrig |
| Fascisme ordinaire                                                                            | ru:Обыкновенный фашизм                                                   | 22 novembre 1965 au Festival international du film documentaire et du film d'animation de Leipzig | Mikhaïl Romm |
| Feuille de cahier                                                                             | ru:Листок из блокнота                                                    | 20 décembre 1965 à Moscou                                                                         | Yoʻldosh Aʼzamov |
| Feu vert (film, 1964)                                                                         | ru:Зелёный огонёк                                                        | 23 aout 1965                                                                                      | Villen Abramovitch Azarov (ru) |
| La Fiancée du Tsar (film-opéra)                                                               | ru:Царская невеста (фильм-опера)                                         | 25 janvier 1965 à Riga                                                                            | Vladimir Mikhaïlovitch Gorikker (ru) |
| Fidélité (film, 1965)                                                                         | ru:Верность (фильм, 1965)                                                | entre le 24 aout et le 6 septembre à la Mostra de Venise 1965                                     | Piotr Todorovski |
| La Fille du remorqueur                                                                        | ru:Девчонка с буксира                                                    | 10 décembre 1965 en diffusion limitée                                                             | Mark Vladimirovitch Tolmatchïov (ru) |
| Forfait (film, 1965)                                                                          | ru:Пакет (фильм)                                                         | 7 novembre 1965 à la télévision                                                                   | Vladimir Aleksandrovitch Nazarov (ru) |
| Funambules (film, 1964)                                                                       | ru:Канатоходцы (фильм, 1964)                                             | 16 aout 1965 à Moscou                                                                             | Ravil Ismaïlovitch Batyrov (ru) |
| Les fusées ne devraient pas décoller                                                          | ru:Ракеты не должны взлететь                                             | 9 aout 1965                                                                                       | Alekseï Filimonovitch Chvatchko (ru) et Anton Grigorievitch Timonichine (ru) |
| Les Gens sont les gens                                                                        | ru:Люди остаются людьми                                                  | 1965                                                                                              | Dmitri Antonovitch Bouros |
| Gounan-Bator (dessin animé)                                                                   | ru:Гунан-Батор (мультфильм)                                              | Juillet 1965                                                                                      | Roman Davydov |
| La Grenouille voyageuse (dessin animé, 1965)                                                  | ru:Лягушка-путешественница (мультфильм, 1965)                            | juillet 1965                                                                                      | Viatcheslav Kotionotchkine et Aleksandr Efimovitch Troussov (ru) |
| Guerre et Paix (série de films)                                                               | ru:Война и мир (фильм, 1967)                                             | entre le 5 et le 20 juillet au Festival international du film de Moscou 1965                      | Sergueï Bondartchouk |
| L'Hyperboloïde de l'ingénieur Garine (film)                                                   | ru:Гиперболоид инженера Гарина (фильм)                                   | 1965                                                                                              | Aleksandr Guintsbourg |
| Iaak et le robot                                                                              | ru:Яак и робот                                                           | novembre 1965                                                                                     | Kheïno Iaakovitch Pars (ru) |
| L'Île des sorciers (film)                                                                     | ru:Остров Колдун (фильм)                                                 | 23 aout 1965                                                                                      | Tatiana Nikolaïevna Loukachevitch (ru) |
| Il était une fois un vieux et une vieille                                                     | ru:Жили-были старик со старухой                                          | 11 mai 1965                                                                                       | Grigori Tchoukhraï |
| Ils avaient dix-huit ans                                                                      | ru:Им было восемнадцать                                                  | 19 juillet 1965 à Tallinn                                                                         | Kalio Karlovitch Kiïsk (ru) |
| Ils ne passeront pas                                                                          | ru:Они не пройдут                                                        | 7 novembre 1965                                                                                   | Siegfried Kühn |
| J'ai vingt ans                                                                                | ru:Застава Ильича или Мне два́дцать лет                                   | 18 janvier 1965                                                                                   | Marlen Khoutsiev |
| Je vais au-devant de l'orage                                                                  | ru:Иду на грозу (фильм)                                                  | 15 novembre 1965                                                                                  | Sergueï Mikaelian |
| Je veux croire                                                                                | ru:Хочу верить                                                           | 29 novembre 1965                                                                                  | Nikolaï Machtchenko |
| Je vois le soleil (film)                                                                      | ru:Я вижу солнце (фильм)                                                 | 20 juin 1965 à Tbilissi en diffusion limitée                                                      | Lana Gogoberidze |
| Joueurs de hockey (film, 1964)                                                                | ru:Хоккеисты (фильм)                                                     | 27 février 1965                                                                                   | Rafaïl Ioulievitch Goldine (ru) |
| Juillet sensuel                                                                               | ru:Знойный июль                                                          | 27 décembre 1965                                                                                  | Viktor Tregoubovitch |
| Jusqu'à demain (film, 1964)                                                                   | ru:До завтра (фильм, 1964)                                               | 12 avril 1965 à Moscou                                                                            | Aleksandr Grigorievitch Davidson (ru) |
| Komesk                                                                                        | ru:Комэск                                                                | 15 décembre 1965 à Moscou en diffusion limitée                                                    | Guennadi Kostioukov |
| Krinitsy (film)                                                                               | ru:Криницы (фильм)                                                       | 29 mars 1965                                                                                      | Iossif Abramovitch Choulman (ru) |
| Le Laitier de Mäeküla                                                                         | ru:Молочник из Мяэкюла                                                   | 10 juillet 1965 à Tallinn                                                                         | Leïda Rikhardovna Laïous (ru) |
| Lebedev contre Lebedev                                                                        | ru:Лебедев против Лебедева                                               | 6 novembre 1965                                                                                   | Guenrikh Saoulovitch Gabaï (ru) |
| Lettre aux vivants                                                                            | ru:Письма к живым                                                        | 8 mars 1965                                                                                       | Valentine Nikolaïevitch Vinogradov (ru) |
| Le lion qui dort                                                                              | ru:Спящий лев (фильм)                                                    | 27 décembre 1965                                                                                  | Alexandre Feinzimmer |
| Louchka                                                                                       | ru:Лушка                                                                 | 12 juillet 1965                                                                                   | Leopold Petrovitch Beskodarny et Igor Anatolievitch Samborski |
| Luciole n° 6                                                                                  | ru:Светлячок № 6                                                         | 1965                                                                                              | Piotr Nikolaïevitch Nossov (ru) |
| Lueur d'une lointaine étoile                                                                  | ru:Свет далёкой звезды                                                   | 13 septembre 1965                                                                                 | Ivan Pyriev |
| La Lune (film, 1965)                                                                          | ru:Луна (фильм, 1965)                                                    | 1965                                                                                              | Gueorgui Savvitch Erchov et Pavel Klouchantsev |
| Mars! Mars! Tra-ta-ta !                                                                       | ru:Марш! Марш! Тра-та-та!                                                | 23 aout 1965                                                                                      | Raimondas Vabalas |
| Le Menteur imberbe                                                                            | ru:Безбородый обманщик                                                   | 17 décembre 1965 à Moscou                                                                         | Chaken Kenjetaïevitch Aïmanov (ru) |
| Mère et belle-mère (film)                                                                     | ru:Мать и мачеха (фильм)                                                 | 5 juillet 1965                                                                                    | Leonid Aristarkhovitch Ptchiolkine (ru) |
| La 1002e nuit                                                                                 | ru:1002-ая ночь (1964)                                                   | mars 1965 à Douchanbé                                                                             | Moukadas Makhmoudov (ru) |
| Morozko (film, 1964)                                                                          | ru:Морозко (фильм)                                                       | 24 mars 1965                                                                                      | Alexandre Rou |
| Musiciens du même régiment                                                                    | ru:Музыканты одного полка                                                | 13 septembre 1965                                                                                 | Pavel Kadotchnikov et Guennadi Kazanski |
| Narguis (film)                                                                                | ru:Наргис (мультфильм)                                                   | 1965                                                                                              | Vladimir Polkovnikov |
| Ni Dieu ni diable                                                                             | ru:Ни богу, ни чёрту                                                     | juillet 1965                                                                                      | Vadim Kourtchevski et Nikolaï Nikolaïevitch Serebriakov (ru) |
| Non lavé                                                                                      | ru:Неумойка                                                              | mars 1965                                                                                         | Mark Alekseïevitch Draïtsoun (ru) et Boris Alekseïevitch Khranevitch (ru) |
| Notre maison                                                                                  | ru:Наш дом                                                               | 5 juillet 1965                                                                                    | Vassili Markelovitch Pronine |
| Nous appelons le feu sur nous-mêmes                                                           | ru:Вызываем огонь на себя (фильм)                                        | 18 février 1965                                                                                   | Sergueï Kolossov |
| Les Nouvelles aventures de l'opérateur Kyps ou L'Opérateur Kyps dans la forêt des baies       | ru:Новые приключения оператора Кыпса или ru:Оператор Кыпс в ягодном лесу | 1965                                                                                              | Kheïno Iaakovitch Pars (ru) |
| La Nuit des adieux                                                                            | ru:Третья молодость (фильм, 1965)                                        | 16 novembre 1965 en France                                                                        | Jean Dréville |
| L'Odyssée du T-34                                                                             | ru:Жаворонок (фильм, 1964)                                               | 1er mai 1965                                                                                      | Nikita Fiodorovitch Kourikhine (ru) et Leonid Issaakovitch Menaker (ru) |
| Œuvre musicale retrouvée                                                                      | ru:Возвращённая музыка                                                   | 20 avril 1965                                                                                     | Vitali Ievguenievitch Aksionov (ru) |
| L'Opérateur Kyps au pays des champignons                                                      | ru:Оператор Кыпс в стране грибов                                         | septembre 1965                                                                                    | Kheïno Iaakovitch Pars (ru) |
| Opération Y et autres aventures de Chourik                                                    | ru:Операция «Ы» и другие приключения Шурика                              | juin 1965 au Festival du film de Cracovie                                                         | Leonid Gaïdaï |
| Où es-tu maintenant, Maxime?                                                                  | ru:Где ты теперь, Максим?                                                | 14 juillet 1965                                                                                   | Edmond Keossaian |
| Où es-tu, ma Zoulfia ?                                                                        | ru:Где ты, моя Зульфия?                                                  | 7 juin 1965                                                                                       | Ali Khamraev |
| Où l'ai-je vu ?                                                                               | ru:Где я его видел?                                                      | 1965                                                                                              | Boris Petrovitch Diojkine (ru) |
| Palet ! Palet ! (dessin animé)                                                                | ru:Шайбу! Шайбу! (мультфильм)                                            | mars 1965                                                                                         | Boris Petrovitch Diojkine (ru) |
| Passage difficile                                                                             | ru:Трудный переход                                                       | 20 septembre 1965                                                                                 | Iouri Aramansovitch Ierzinkian (ru) |
| Pays lointains (film, 1964)                                                                   | ru: Дальние страны (фильм)                                               | 20 avril 1965                                                                                     | Maria Nikolaïevna Fiodorova (ru) |
| Pendant que le front est sur le défensive                                                     | ru:Пока фронт в обороне                                                  | 31 mai 1965                                                                                       | Iouli Andreïevitch Faït (ru) |
| Petit Ours sur la route                                                                       | ru:Медвежонок на дороге                                                  | 1965                                                                                              | Rassa Artourovna Straoutmane (ru) |
| Piège (film, 1965)                                                                            | ru:Западня (1965)                                                        | 26 octobre 1965                                                                                   | Viktor Sergueïevitch Jiline (ru) |
| Pierre chaude (dessin animé)                                                                  | ru:Горячий камень (мультфильм)                                           | 1965                                                                                              | Pertch Achotovitch Sarkissian (ru) |
| Le Portrait (dessin animé, 1965)                                                              | ru:Портрет (мультфильм, 1965)                                            | 1965                                                                                              | Roman Katchanov |
| La Poste (dessin animé, 1964)                                                                 | ru:Почта (мультфильм, 1964)                                              | janvier 1965                                                                                      | Vera Tsekhanovski et Mikhaïl Tsekhanovski |
| Poucelina (film, 1964)                                                                        | ru:Дюймовочка (мультфильм, 1964)                                         | février 1965                                                                                      | Leonid Alekseïevitch Amalrik (ru) |
| Pouchtchik se rend à Prague                                                                   | ru:Пущик едет в Прагу                                                    | 25 aout 1965 à Moscou                                                                             | Lev Goloub |
| La Poursuite (film, 1965)                                                                     | ru:Погоня (фильм, 1965)                                                  | 18 décembre 1965 en diffusion limitée                                                             | Valeri Trofimovitch Issakov (ru) et Radomir Borissovitch Vassilevski (ru) |
| Première Neige (film)                                                                         | ru:Первый снег (фильм, 1964)                                             | 16 mai 1965                                                                                       | Iouri Afanassievitch Chvyriov (ru)et Boris Grigoriev |
| Le Premier Maître                                                                             | ru:Первый учитель (фильм)                                                | novembre 1965 à Bichkek                                                                           | Andreï Kontchalovski |
| Promesse de bonheur                                                                           | ru:Обещание счастья                                                      | 1965                                                                                              | Lev Izraïlevitch Tsoutsoulkovski (ru) |
| Quand la chanson ne finit jamais                                                              | ru:Когда песня не кончается                                              | 30 avril 1965                                                                                     | Roman Tikhomirov |
| Rêveurs (film)                                                                                | ru:Фантазёры (фильм)                                                     | 12 juillet 1965                                                                                   | Issaak Semionovitch Maguiton (ru) |
| Rikki-Tikki-Tavi (dessin animé)                                                               | ru:Рикки-Тикки-Тави (мультфильм)                                         | 3 juin 1965                                                                                       | Alexandra Snejko-Blotskaïa |
| Rue Calico (dessin animé)                                                                     | ru:Ситцевая улица (мультфильм)                                           | février 1965                                                                                      | Piotr Nikolaïevitch Nossov (ru) |
| La Salve du croiseur « Aurore »                                                               | ru:Залп «Авроры»                                                         | 29 octobre 1965                                                                                   | Iouri Mikhaïlovitch Vychinski (ru) |
| Le Secret du roi noir                                                                         | ru:Тайна чёрного короля                                                  | 1965                                                                                              | David Tcherkasski |
| Sergueï Essénine (film)                                                                       | ru:Сергей Есенин (фильм)                                                 | 1965                                                                                              | Boris Leonidovitch Karpov (ru) et Pavel Vassilievitch Roussanov (ru) |
| Solitude (film, 1964)                                                                         | ru:Одиночество (фильм)                                                   | 15 novembre 1965                                                                                  | Vsevolod Ivanovitch Voronine |
| Sombres affaires (film, 1965)                                                                 | ru:Чёрный бизнес (фильм, 1965)                                           | 2 juin 1965                                                                                       | Vassili Jouravlev |
| Souviens-toi, Kaspar !                                                                        | ru:Помни, Каспар!                                                        | 20 septembre 1965                                                                                 | Grigori Gueorguievitch Nikouline (ru) |
| Tant que la personne est en vie                                                               | ru:Пока жив человек                                                      | 8 février 1965                                                                                    | Grigori Aronov |
| La Tasse bleue (film, 1964)                                                                   | ru:Голубая чашка (фильм)                                                 | 14 mars 1965 à la télévision                                                                      | Vladimir Aleksandrovitch Khramov et Maïa Alekseïevna Markova (ru) |
| Tchistye proudy                                                                               | ru:Чистые пруды (фильм)                                                  | novembre 1965                                                                                     | Alekseï Nikolaïevitch Sakharov (ru) |
| La Tempête de neige (film)                                                                    | ru:Метель (фильм)                                                        | 10 février 1965                                                                                   | Vladimir Bassov |
| Tempête sur l'Asie (film, 1964)                                                               | ru:Буря над Азией                                                        | 5 novembre 1965 à Bucarest                                                                        | Kamil Yarmatov |
| Tentative d'évasion                                                                           | ru:При попытке к бегству                                                 | 13 décembre 1965                                                                                  | Tatiana Borissovna Berezantseva (ru) |
| Terre froide (téléfilm, 1965)                                                                 | ru:Холодная земля (фильм, 1965)                                          | 19 juillet 1965 à la télévision                                                                   | Baldour Khimbek et Ants Kibiriakhk |
| « Tobago » change de cap                                                                      | ru:«Тобаго» меняет курс                                                  | 17 octobre 1965 à Riga                                                                            | Aleksandrs Leimanis |
| Tout pour vous                                                                                | ru:Всё для вас                                                           | 14 juin 1965                                                                                      | Maria Barabanova et Vladimir Soukhobokov |
| Les traces vont au-delà de l'horizon                                                          | ru:Следы уходят за горизонт                                              | 7 juin 1965                                                                                       | Majit Sapargalievitch Begaline (ru) |
| Le Train de la clémence                                                                       | ru:Поезд милосердия                                                      | 22 février 1965                                                                                   | Iskander Khamrayev |
| Trente-trois                                                                                  | ru:Тридцать три                                                          | 22 avril 1965                                                                                     | Gueorgui Danielia |
| Un jeu sans règles (film, 1965)                                                               | ru:Игра без правил (фильм, 1965)                                         | 6 décembre 1965                                                                                   | Iaropolk Leonidovitch Lapchine (ru) |
| Un miracle ordinaire                                                                          | ru:Обыкновенное чудо (фильм, 1964)                                       | 30 aout 1965                                                                                      | Erast Garine et Khessia Aleksandrovna Lokchina (ru) |
| Les Vacances de Boniface                                                                      | ru:Каникулы Бонифация                                                    | juillet 1965                                                                                      | Fiodor Khitrouk |
| Valera (film, 1964)                                                                           | ru:Валера (фильм, 1964)                                                  | 5 juillet 1965                                                                                    | Boris Rytsarev |
| Vérifié - pas de mines                                                                        | ru:Проверено — мин нет                                                   | 9 mai 1965 à Belgrade                                                                             | Iouri Semionovitch Lyssenko (ru) et Zdravko Velimirović |
| Viens à moi, Moukhtar !                                                                       | ru:Ко мне, Мухтар!                                                       | 13 mars 1965                                                                                      | Semion Issaïevitch Toumanov (ru) |
| La Vipère (film, 1965)                                                                        | ru:Гадюка (фильм, 1965)                                                  | novembre 1965 à Kiev                                                                              | Viktor Illarionovitch Ivtchenko (ru) |
| Vos traces                                                                                    | ru:Твои следы                                                            | 24 mai 1965                                                                                       | Ravil Izmaïlovitch Batyrov (ru) et Albert Iossifovitch Khatchatourov (ru) |
| Votre santé (dessin animé)                                                                    | ru:Ваше здоровье (мультфильм)                                            | novembre 1965                                                                                     | Ivan Semionovitch Aksentchouk (ru) |
| Vovka dans le royaume lointain                                                                | ru:Вовка в Тридевятом царстве                                            | mai 1965                                                                                          | Boris Pavlovitch Stepantsev |
| Zaïtchik                                                                                      | ru:Зайчик (фильм)                                                        | 25 mai 1965                                                                                       | Leonid Bykov |
| Zéro trois                                                                                    | ru:Ноль три                                                              | 27 janvier 1965 à Tallinn                                                                         | Igor Ivanovitch Ieltsov (ru) |